# カラヤン家

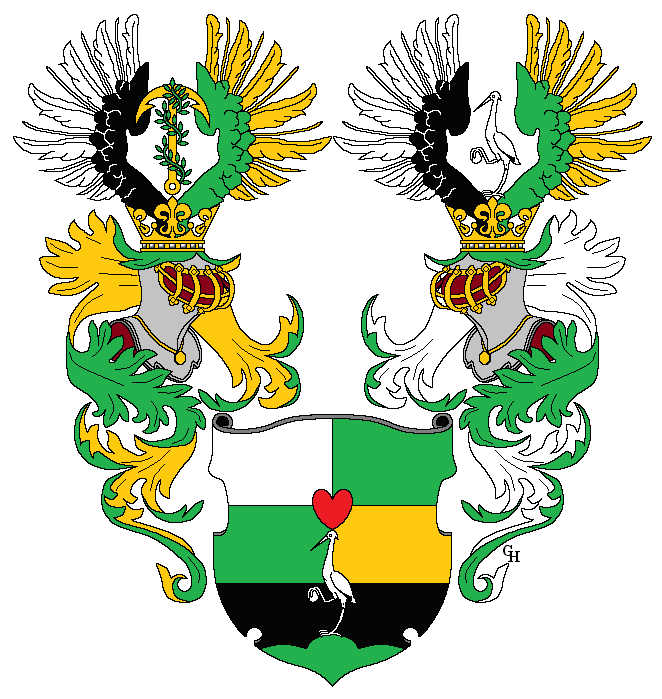
カラヤン家の紋章(1869年、オーストリア騎士身分)

カラヤン家（ドイツ語: Familie Karajan）は、ギリシャ出身で18世紀にドイツのザクセン地方を経てオーストリアに定住した家系。1792年に神聖ローマ帝国の帝国貴族身分 (Reichsadelsstand) に、1869年にオーストリア帝国の騎士身分 (Ritterstand) に列せられた家系で、歴代の一族は事業家・知識人・官僚などとして活躍した。この家系の最も有名な人物に、指揮者として世界的に活躍したヘルベルト・フォン・カラヤン（1908年 - 1989年）がいる。

## 来歴

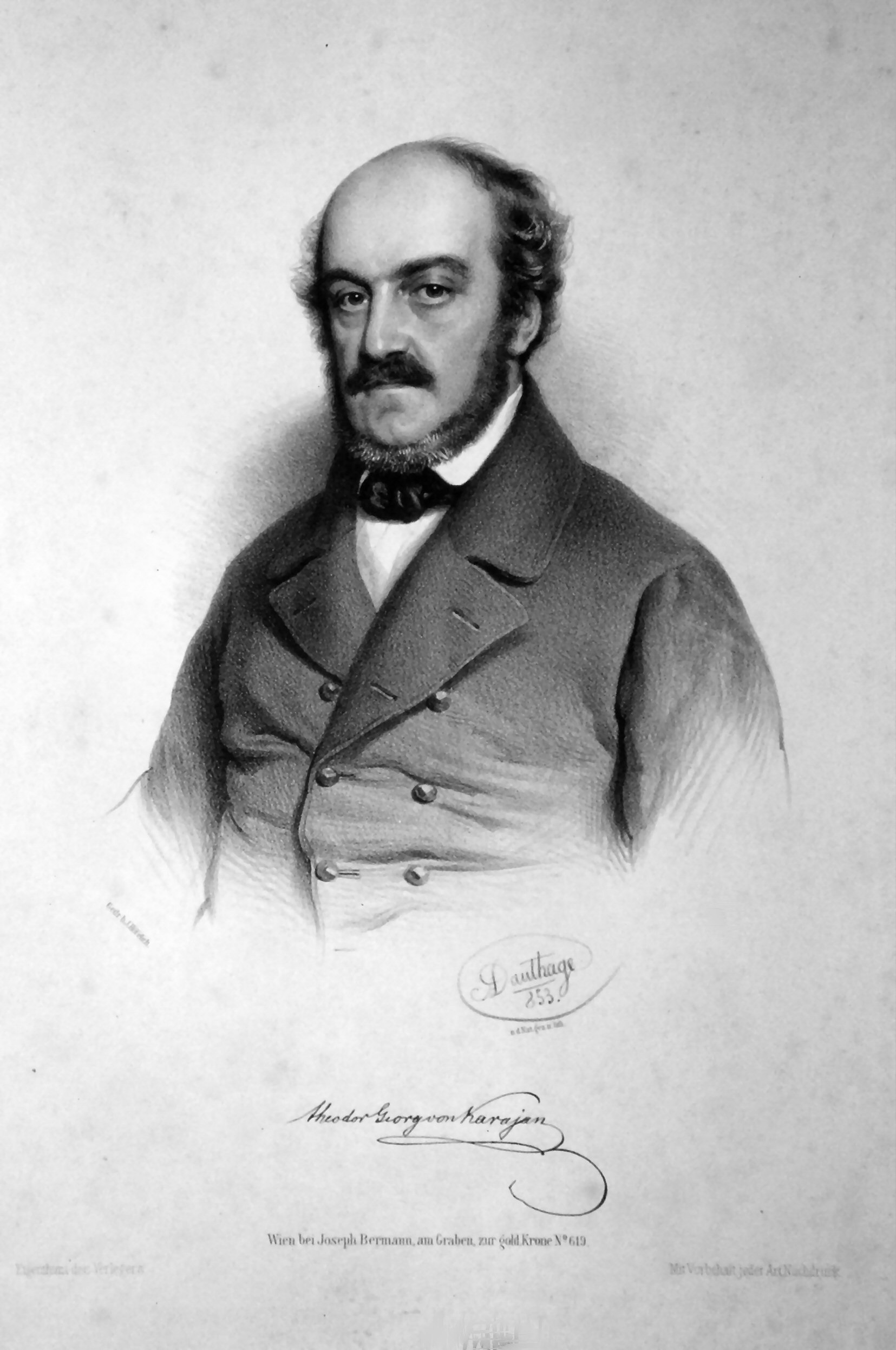
騎士テオドール・ゲオルク・フォン・カラヤン(1810-1873。1853年、アドルフ・ダウトハーゲによる銅版画)

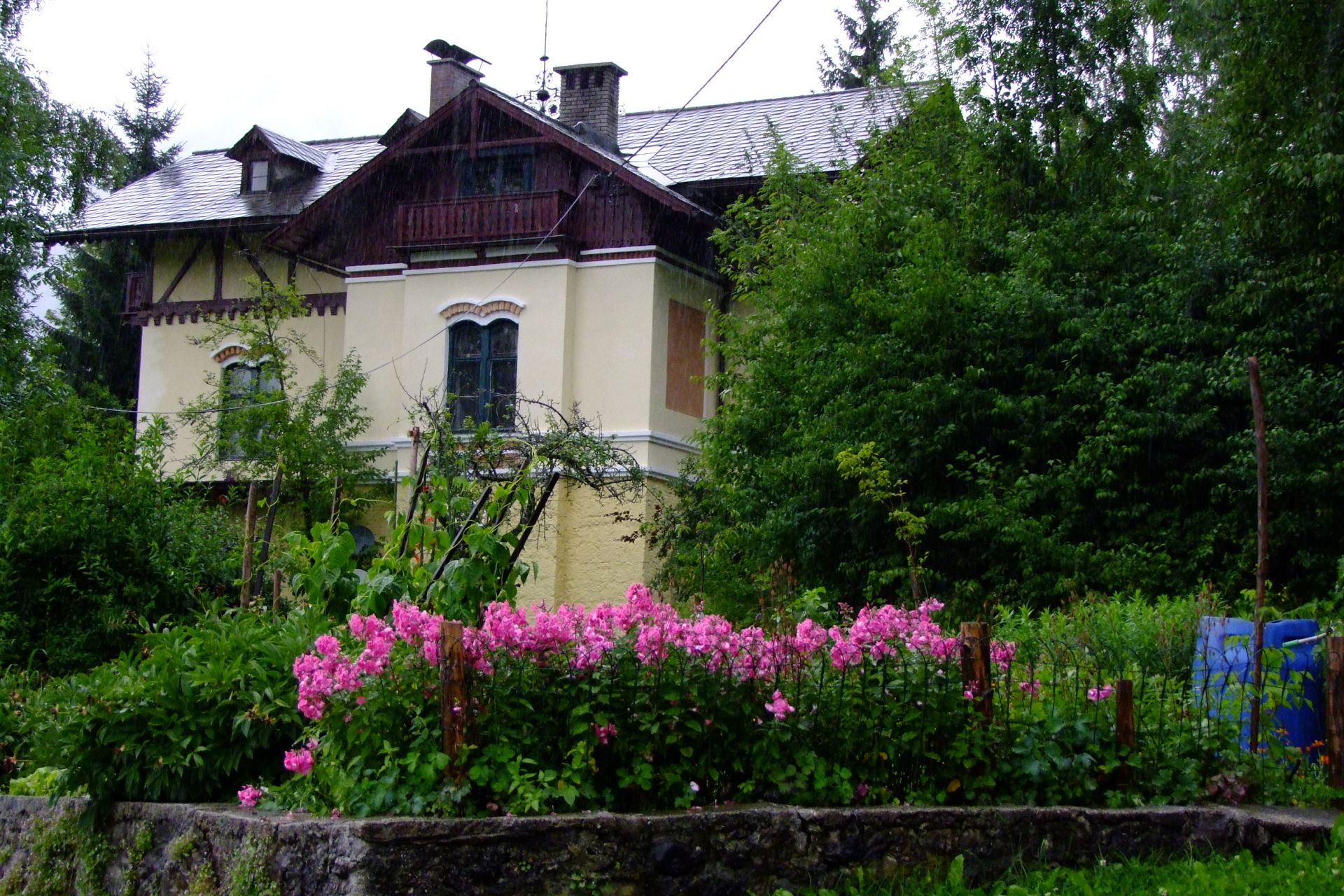
バート・アウスゼー近傍、エーゼルスバッハ(後のアルタースハイム)の「カラヤン・ヴィラ(カラヤン邸)」

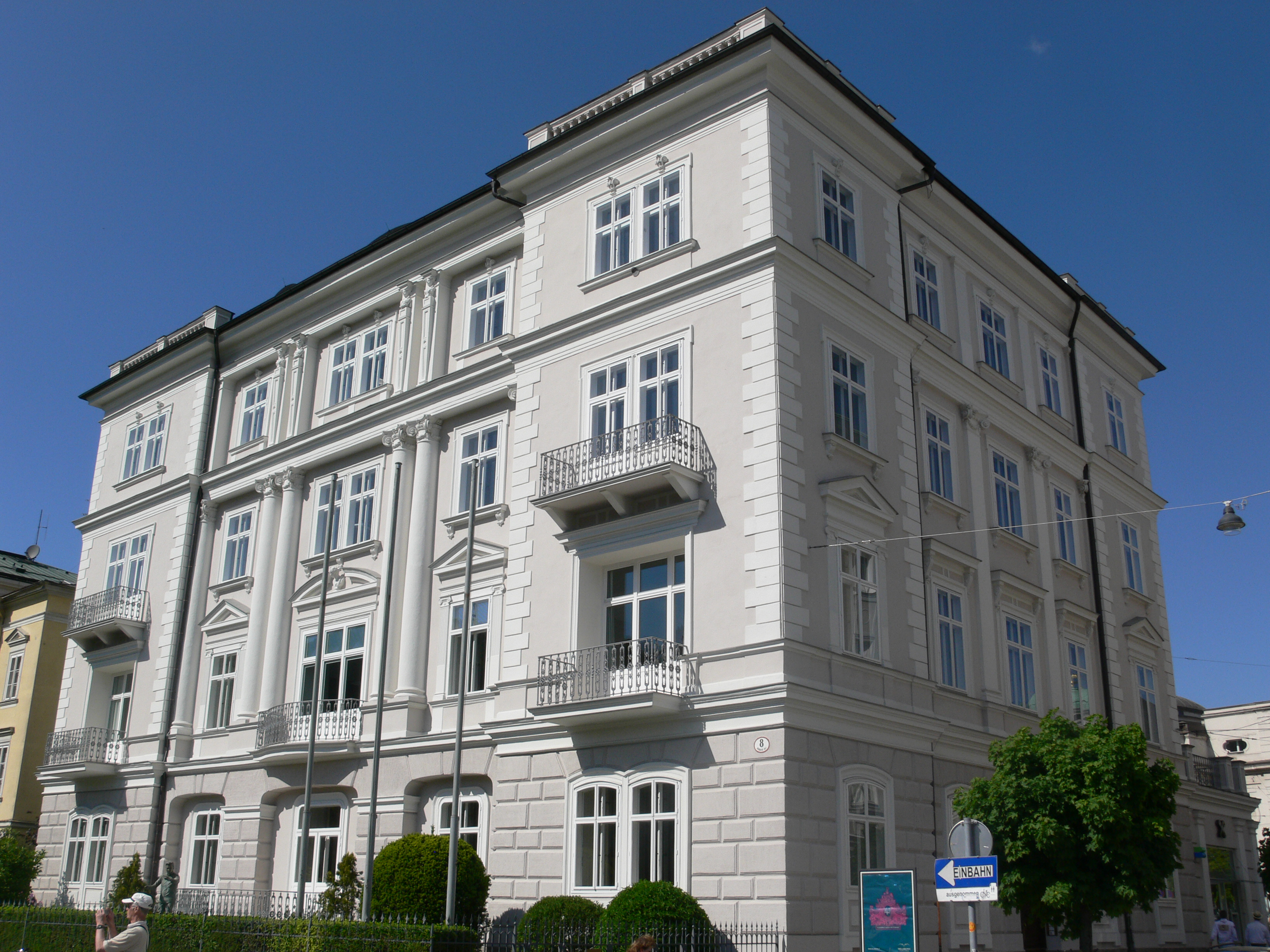
外科医エルンスト・フォン・カラヤン(1868-1951)のザルツブルクの住居。ヘルベルト・フォン・カラヤンの生家

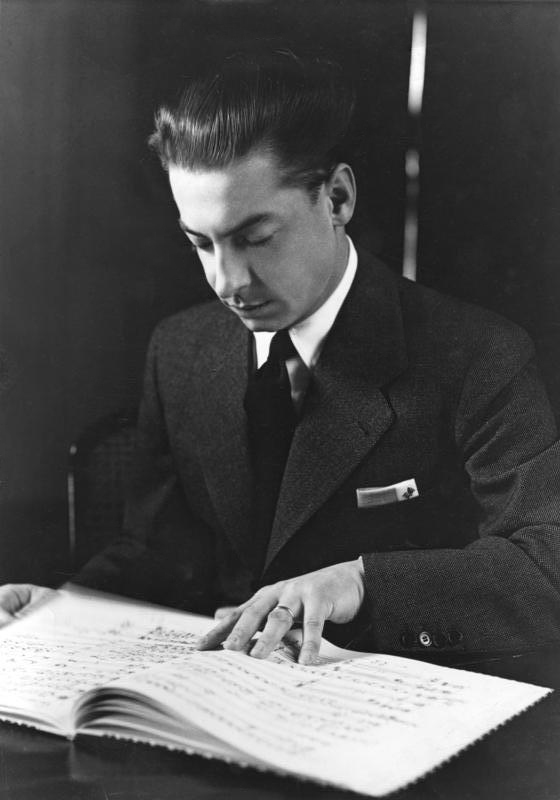
ヘルベルト・フォン・カラヤン(1938年)

ギリシャ出身の家系で、今日確認できる初出史料ではKaragiánnis（ギリシア語: Καραγιάννης、「カラヤンニス」ないし「カラギャンニス」）やKarajoannes（カラヨアンネス。「カラ」はトルコ語の「黒」で、「黒いヨアンネス」「黒いヨハン」の意味になる）となっており、1743年、マケドニアのギリシャ語地域にある都市コザニで記録されている。この地方は当時はオスマン帝国の支配下にあって「ルメリア」と呼ばれていた。
18世紀後半、商人のゲオルギオス・ヨアンネス・カラヤンニス (ギリシア語: Γεώργιος Ιωάννης Καραγιάννης、転記: Geórgios Ioánnes Karagiánnis、1743–1813) がザクセン選帝侯国へ移住し、ケムニッツで木綿商を営んだ。ザクセン選帝侯国内の繊維産業の振興に尽力した功績が認められ、1792年6月1日、選帝侯フリードリヒ・アウグスト3世が神聖ローマ帝国摂政職 (Reichsvikariat) に就いている期間に帝国貴族身分に昇格し、このとき以来、カラヤン (Karajan) 姓を名乗り、ゲオルギオスはドイツ語風に「ゲオルク・ヨハン・フォン・カラヤン」を名乗った。高齢になるとケムニッツからウィーンへ移住し、1813年に死去した。1792年にザクセンでゲオルギオス(ゲオルク)に授けられた帝国貴族称号のオーストリアでの効力は、1832年1月4日、オーストリア皇帝の布告により寡婦と息子ら(デメーテル、テオドール)に対して承認された。
息子の一人、テオドール・ゲオルク・フォン・カラヤン(1810-1873)は博士号取得の後、オーストリアの官僚となり、最初は宮廷宮房古文書館 (Hofkammerarchiv) ・宮廷図書館に勤務し、1848年に帝国学術アカデミー (Kaiserliche Akademie der Wissenschaften) の会員、1851年に副会長、1866年に会長となった。1848年のフランクフルト国民議会に議員（派遣団員）として参加し、1867年からオーストリア貴族院(上院)の終身議員。1869年7月11日、歴史家・政治家としての功績を讃えて、皇帝フランツ・ヨーゼフ1世からウィーンでレオポルト騎士団の騎士十字勲章を授かり、騎士団規約に基づいてオーストリアの世襲騎士身分に昇格し、「騎士フォン・カラヤン」 (Ritter von Karajan) を名乗った。
その息子の騎士マックス・テオドール・フォン・カラヤン(1833-1914)は古典文献学者で、博士号取得後の1857年から1904年までグラーツ大学の古典文献学の教師を務めた。1860年代半ば、グラーツ歌唱協会 (Grazer Singverein) を設立。1909年、この協会の沿革書を執筆し、『グラーツ歌唱協会の創設40年史(1866/67-1905/06)』の題名で出版された。その弟、騎士ルートヴィヒ・アントン・フォン・カラヤン(1835-1906)は医師になり、医学博士号の取得後、ニーダーエステライヒ州政府の公衆保健衛生部門の官僚となった。1880年、ザルツカンマーグート地方のグルンドルゼー湖の西端にあるモーゼルンに邸宅「ヴィラ・カラヤン(カラヤン邸)」を設けた。

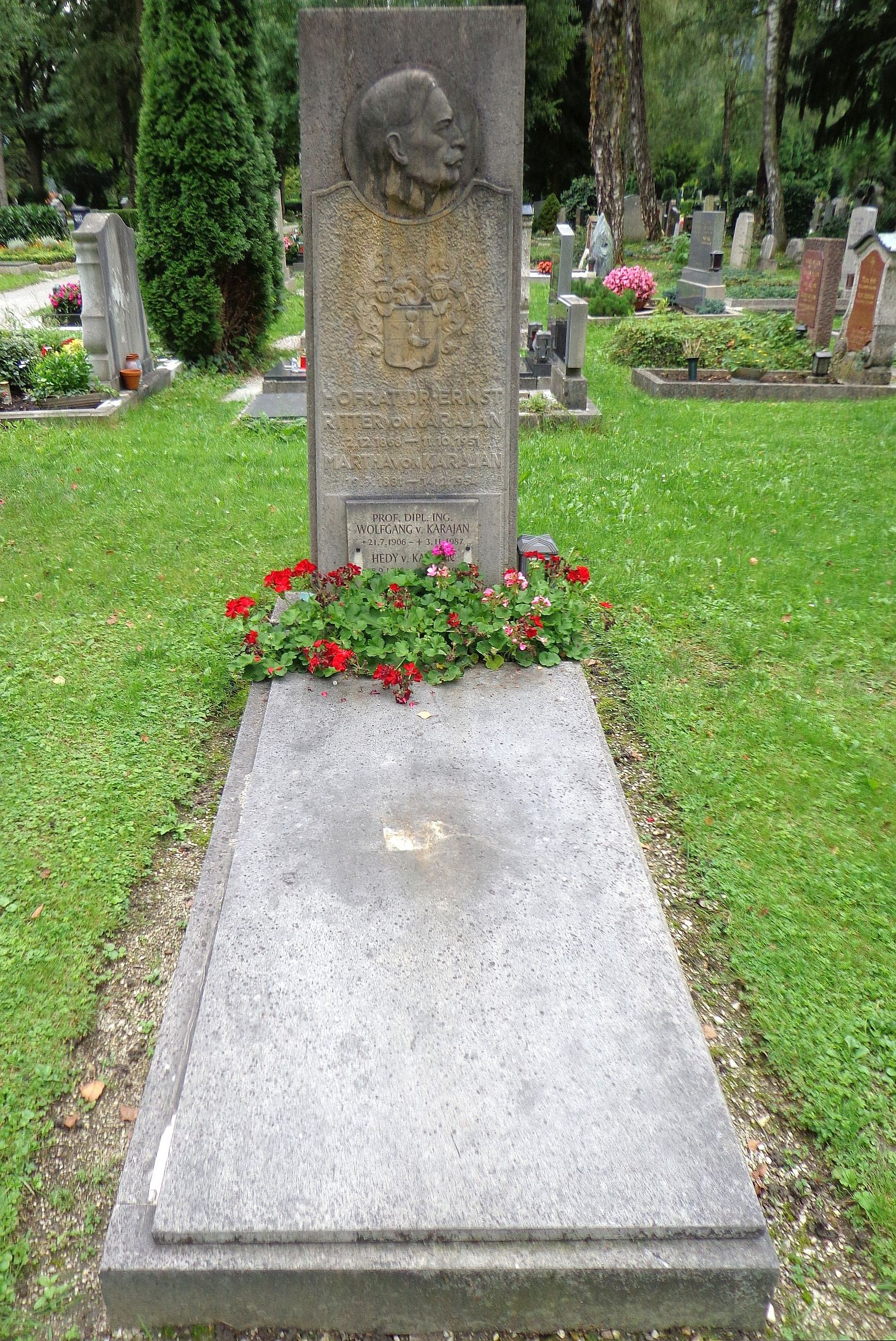
ザルツブルク共同墓地。ヘルベルト・フォン・カラヤンの両親・兄ヴォルフガング・義姉の墓所

ルートヴィヒ・アントンの息子、騎士エルンスト・フォン・カラヤン(1868–1951)は父と同じく医師の道を進んで外科医となり、ザルツブルクで暮らした。最初はザンクト・ヨハン病院(現在のザルツブルク州立病院)の医師長を務め、甲状腺腫(副腎腺腫)の専門医として勤務した。後に、ザルツブルク州政府の公衆保健衛生部門の責任者となった。
エルンストは1905年にマルタ・コスマッチュ(スロベニア系。父のミハエル・コスマッチュは現在のクランスカ・ゴーラ市内のモイストラナ区の出身)と結婚し、息子の騎士ヴォルフガング・フォン・カラヤン(1906-1987)と2歳下の騎士ヘリベルト・フォン・カラヤン(1908-1989)が生まれた。ヴォルフガングは自然科学の経歴を歩み、ザルツブルクで応用物理学研究所 (Labor für technische Physik) を運営した。1950年、ハンス・アンドレアエと妻のヘディとともに「ヴォルフガング・フォン・カラヤン・オルガン・アンサンブル」を結成し、世界各地に演奏旅行に出た。バッハの「フーガの技法」を得意のレパートリーとしていた。この時期には、弟のヘリベルトはすでに著名な指揮者になっており、「ヘルベルト・フォン・カラヤン」の名（芸名）で20世紀のクラシック音楽の世界で最重要にして最も有名な人物へと成長していた。ヘリベルト(ヘルベルト)は数多くの著名なオーケストラと共演し、名だたるオペラハウスで活動し、無数のレコードディスクを残した。
オーストリア・ハンガリー帝国の終結とともに、1919年4月3日、新たに誕生した国家「ドイッチュ・オーストリア共和国」（Republik Deutschösterreich、同年中にオーストリア共和国へ改称）の議会では貴族制度の廃止が決定された。議決された「貴族廃止法」により、フォン・カラヤン一族のオーストリア在住者は、「騎士」「フォン」の称号を名乗る権利を喪失し、名乗れるのは「カラヤン」のみとなった。ただし、指揮者のカラヤンに関しては、音楽の世界で国際的名声を獲得するにつれて、オーストリアでも出生名で公の場に出演できるように、と希望するようになった。その要望が役所で却下されると、「告知ポスターなどでフォンを表記できないのなら、今後オーストリアでは指揮台に立たない」と脅しをかけ、その結果、後に首相となるクライスキー(1911-1990、首相在任1970-1983)の政治力も手伝い、オーストリア政府は、芸名(芸術家名)として「ヘルベルト・フォン・カラヤン」を名乗る権利を公式に承認する決定を下した。

## 紋章

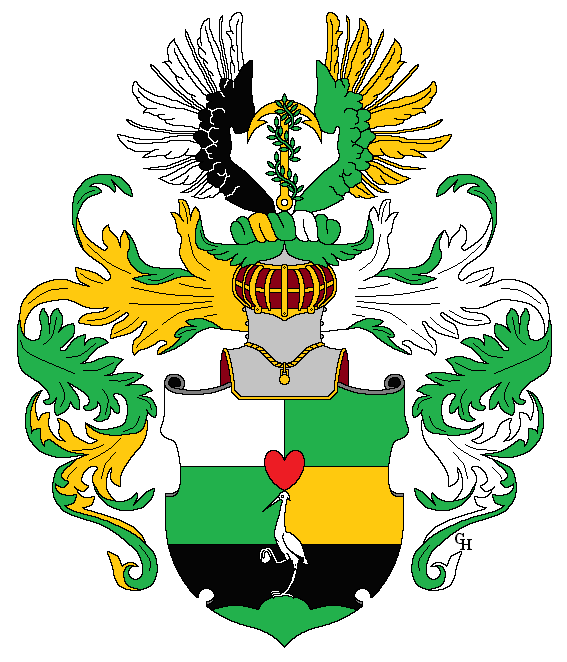
カラヤン家の紋章(1792年、帝国貴族身分)

1792年6月1日、ザクセン選帝侯フリードリヒ・アウグスト3世よりゲオルギオス・ヨアンネス・カラヤンニスに対して授けられた帝国貴族身分の書状には、紋章が記載されている。画像「カラヤン家の紋章(1792年、帝国貴族身分)」を参照。
「下部の盾は、上から下へ三段に分かれていて、上段左・上段右・中段左・中段右の順に銀・緑・緑・金の地とする。この四つの交点（中央）には赤のハートを置く。下段は黒の地で、緑の丘に自然色の鶴が直立姿勢で立ち、右足を持ち上げて石を持っている姿とする。頭部は盾の縦線に重ねる。盾の上部には貴族の馬上試合用の兜を置く。表面の色は鉄の焼き色のブルー(極薄色）、裏面は赤とし、首に金の宝飾品を付ける。その左右には織布がかけられ（横に広がり、下に伸びる）、右を金と緑、左を銀と緑とし、上には緑・金・銀で編んだ花冠を置く。最上部は金の錨を置き、緑のオリーブの枝を巻き付け、基底部は円環とする。その左右は一対の翼とし、右は黒と銀の風切羽、左は緑と金の風切羽とする」。
1869年7月11日、オーストリア皇帝フランツ・ヨーゼフ1世よりテオドール・ゲオルク（・フォン）・カラヤンに対して授けられたレオポルト騎士団・騎士身分の紋章では、下部の盾は1792年のものと同じだが、兜より上は左右に2つ置かれる形となっている。つまり、上記の記述のうち、「盾の上部には」以下、「左は緑と金の風切羽とする」までのものが左右に置かれる。冒頭の画像「カラヤン家の紋章(1869年、オーストリア騎士身分)」を参照。

## 家系図
1. ゲオルギオス・ヨアンネス・カラヤンニス(カラギャンニス、Geórgios Ioánnes Karagiánnis、1743-1813)：1792年から「ゲオルク・ヨハン・フォン・カラヤン」を名乗る[8]。ケムニッツの木綿商店の経営者[3] ⚭ 1801年(2度目の婚姻)、ゾエ・ドムナンド(Zoë Domnando、1783年-1863年、コンスタンティノープル生まれ、ウィーン?で没)：6人の子供のうち、ゲオルギオスより長生きしたのは次の2人の息子。
  1. デメーテル・フォン・カラヤン(Demeter von Karajan、1806-1852)：帝王室騎兵隊長(k.k. Husarenoberst)[9]。
  2. テオドール・ゲオルク(Theodor Georg、1810年1月22日-1873年4月28日、ウィーン生まれ、同地で没)：1869年から「騎士フォン・カラヤン」を名乗る。歴史家・政治家[3] ⚭ N.N. (?-?)：次の子がいる。
    1. マックス・テオドール(Max Theodor、1833年7月1日-1914年8月20日、ウィーン生まれ、ザルツブルクで没)：グラーツ大学の古典文献学者[3] ⚭ N.N. (?-?)：次の子がいる。
      1. ベルタ(Bertha、1868年6月23日-1919年1月3日、グラーツ生まれ、同地で没)：娘。独身[3]。

    2. ルートヴィヒ・アントン(Ludwig Anton、1835-1906)：医師、ニーダーエステライヒ州政府の官僚[3] ⚭ ヘンリエッテ・フォン・ラインドル(Henriette von Raindl、?-1912)：次の子がいる。
      1. エルンスト(Ernst、1868-1951、ウィーン生まれ、ザルツブルクで没)：ザルツブルクの外科医[3] ⚭ 1905年：マルタ・コスマッチュ(Martha Kosmač/Kosmatsch、1881-1954、グラーツ生まれ)：次の子がいる。
        1. ヴォルフガング・フォン・カラヤン(Wolfgang von Karajan、1906年1月27日-1987年11月2日、ザルツブルク生まれ、同地で没)：応用物理学者、オルガン奏者、アンサンブル指揮者[3] ⚭ ヘディ(Hedy N.N., ?-?)
        2. ヘルベルト・フォン・カラヤン(Herbert von Karajan、1908年4月5日-1989年7月16日、ザルツブルク生まれ、アニフで没[3]、出生名：騎士ヘリベルト・フォン・カラヤン<Heribert Ritter von Karajan>、オーストリアでの姓名：ヘリベルト・カラヤン<Heribert Karajan>[6])：指揮者 ⚭ (最初の婚姻)1938年：エルミー・ホルガーロエフ(Elmy Holgerloef)、⚭ (2度目の婚姻)1942年：アンナ・マリア(「アニタ」)・ギューターマン(Anna Maria <"Anita"> Gütermann)、⚭ (3度目の婚姻) 1958年：エリエッテ・ムレ(Eliette Mouret、1935-、フランスのモラン・シュル・ウヴェ生まれ)：娘が2人いる。
          1. イザベル(Isabel、1960年6月25日-、ウィーン生まれ)：女優 ⚭ N.N. (1953-2011)：娘(1994-)が1人いる。
          2. アラベル(Arabel、1964年1月2日-、スイスのザメダン生まれ)：娘。音楽家[10]。娘(2003-)が1人いる。

      2. エマヌエル(Emanuel、「マックス」、1871-1947、ウィーン生まれ、同地で没)：民間技師、1914年までウィーン国立歌劇場のマネージャー[3]。